# Schronisko turystyczne „Biały Krzyż”
Schronisko turystyczne „Biały Krzyż” (niem. Das Weißes Kreuz) – nieistniejące górskie schronisko turystyczne w Beskidzie Śląskim, na Przełęczy Salmopolskiej.

## Historia
W 1932 r. Rudolf Antoni wybudował drewniane, piętrowe schronisko, nazywane „Gospodą Antoniego” (od nazwiska gospodarza) lub po prostu „Białym Krzyżem”, ze względu na bliskość malowanego na biało krzyża, będącego symbolem Przełęczy Salmopolskiej. W listopadzie 1932 r. urządzono w budynku stację turystyczną oddziału bielskiego Polskiego Towarzystwa Tatrzańskiego. 
Właściciel gospody, Rudolf Antoni pełnił w czasie II wojny światowej funkcję Ortsgruppenleitera na obszar Salmopola i gorliwie współpracował z władzami okupacyjnymi. Wieczorem 15 lutego 1945 r. w schronisku doszło do potyczki partyzantów pod dowództwem majora Wasilija Anisimowa ps. Szczepanowicz, wycofujących się z Brennej, ze stacjonującym w nim (ukrytym na poddaszu) kilkunastoosobowym oddziałem SS. Od rzucanych w trakcie walki granatów schronisko spłonęło. Budynku później nie odbudowano.
Po II wojnie światowej przez wiele lat w domu Jana Cieślara, położonym pod samą przełęczą, mieściła się popularna stacja turystyczna Polskiego Towarzystwa Turystyczno-Krajoznawczego, dziś już nieistniejąca, nazywana również „Białym Krzyżem”. Obecnie mniej więcej w miejscu dawnego schroniska znajduje się zajazd noszący również nazwę „Biały Krzyż”.